# Valiant Hearts: The Great War
Valiant Hearts: The Great War (укр. Доблесні серця: Велика війна) — відеогра квест-головоломка, розроблена французькою компанією Ubisoft. Сюжет гри розповідає про чотирьох людей, що опинилися на фронтах Першої світової війни. Героям потрібно разом пройти всі випробування війни та досягти мети. Використовуючи мультиплікаційне оформлення, розробники намагались розповісти про складні речі простішою мовою. Гра працює на рушії UbiArt Framework, який в минулому використовувався для таких ігор, як Rayman Origins і сиквелу Rayman Legends, а також Child of Light. Гра була випущена для PlayStation 3, PlayStation 4, Xbox 360, Xbox One і Microsoft Windows в червні 2014 року, після чого портувалась для iOS і Android.

## Ігровий процес
Ігровий процес представлений у вигляді 2.5D-платформера. Події гри розгортаються у ході Першої світової війни, надаючи гравцям можливість пограти за чотирьох персонажів: француза Еміля, його німецького зятя Карла, американського солдата Фредді та бельгійської медсестри Ганни. Гра складається з чотирьох розділів. Ігровий процес пов'язаний з вирішуванням головоломок та пошуком певних предметів, необхідних у даній ситуації. Інші розділи охоплюють епічні моменти, які піддають гравця важкому гарматному вогню, пропонують вдатися до прихованого пересування, на кшталт стелсу (в певних локаціях гравець повинен уникати виявлення ворогами), а також запрошують до динамічних перегонів під класичну музику. 
Кожен персонаж може взаємодіяти з об'єктами, використовувати рукопашний бій, щоб нокаутувати охоронців або прорватися через перешкоди, а також кидати предмети, наприклад цеглину чи гранату. Також кожен з персонажів має притаманні лише йому унікальні здібності. Еміль добре порається з лопатою, яка дозволяє йому копати в м'якому ґрунті; Фредді несе ножиці, які можуть бути використані, щоб прорватися через колючий дріт; Ганна вміє лікувати пацієнтів, що вимагає від гравця натискати на кнопки в певний момент часу. Крім того, гравці можуть виконувати різні команди собакою на прізвисько Волт, здатним утримувати та приносити певні елементи, активувати вимикачі та пересуватися без підозри ворога. Серед особливостей гри можна виділити колекціонування певних предметів, прихованих у кожному сегменті, велику кількість військових фактів, а також систему підказок, яку гравець може використовувати, якщо він застряг на певній ділянці.

## Сюжет
Історія гри починається у 1914 році. Ерцгерцог Франц Фердинанд був убитий, і незабаром Німеччина оголосила війну Росії. Передчуваючи війну, французька влада почала депортувати німецьких громадян на Батьківщину. Карл, один з багатьох німецьких депортованих, був відділений від своєї дружини Марі та сина Віктора. Його зарахували до німецької армії та відправили на фронт. Але навіть після цього війна не дала спокою родині Карла. Незабаром на передову поїхав Еміль — батько Марі.
Після тренування Еміля послали в бій, де його взвод був повністю знищений, а він сам, поранений, потрапив в полон до відомого німецького Барона фон Дорфа, який використовує багато видів сучасної зброї (від іприту до цепелінів) для знищення противника. За іронією долі, Карл потрапляє під командування фон Дорфа, і незабаром вони з Емілем зустрічаються, але їхня зустріч буде короткою: німецький табір атакують французькі війська, в результаті чого Карл змушений тікати з Бароном на цепеліні. У цій метушні Емілю вдається залишити німецький табір разом із псом-санітаром Волтом, і незабаром зустріти Фредді — американця, який добровільно приєднався до французької армії після смерті своєї дружини, загиблої із вини фон Дорфа. Під Іпром їм щастить зустріти бельгійську дівчину Анну — медсестру, яка шукає свого батька, що потрапив у руки уже відомого Барона. Команда наздоганяє цепелін Барона, їм вдається його збити, але в останній момент фон Дорф відлітає на біплані разом з батьком Анни. Карл переживає падіння та потрапляє у табір військовополонених.
Поки Анна доглядала за здоров'ям Карла, Еміль і Фредді намагаються врятувати її батька. Вони атакують німецький форт, де захоплюють новітню бойову зброю — танк, а також звільняють батька Анни. Барону фон Дорфу знову вдається втекти, але Фредді продовжує його переслідувати. Незабаром вони зустрічаються віч-на-віч, але, попри жагу помсти, Фредді розуміє, що не отримає від вбивства ніякого задоволення, відмовляється від оригінального плану та повертається до своїх друзів. За численні невдачі фон Дорфа понижують у званні та відправляють у тил. Одночасно Карл дізнається, що його син захворів, і вирішує втекти з табору військовополонених. Незабаром він зустрічає Анну, яка допомогла йому дістатися до своєї родини. Згодом вони потрапляють у полон до німецьких військ, де Карлу доводиться знову взяти зброю, а Ганні — полегшувати долю поранених.
Далі Карлу вкотре вдається втекти від німців. Діставшись своєї ферми, він розуміє, що її обстріляли снарядами з іпритом. Він рятує Марі: віддає їй свій протигаз, а сам труїться небезпечним газом. Проте, туди вчасно прибуває Анна і лікує Карла. Після одужання останній нарешті возз'єднується з сім'єю.
Тим часом Еміль йду у бій, який перетворюється на криваву м'ясорубку. Потім, не витримавши тиску на себе і солдатів, він б'є офіцера лопатою по голові. Удар виявляється смертельним. Еміля відправляють під трибунал, де засуджують до страти. У своєму останньому листі Марі, він висловлює ненависть до війни та сподівається, що Марі та її сім'я будуть щасливими, але вже без нього. Еміля розстрілюють, і незабаром, Карл, Марі й Віктор прийдуть на його могилу.
Історія закінчується в 1917 році, коли американські війська офіційно висаджуються в Європі.

## Персонажі

### Ігрові
- Еміль Шайон — французький фермер, відправлений на фронт. Має саперну лопату, за допомогою якої може копати.
- Карл — німець, зять Еміля. У 1914 році депортований до Німеччини.
- Волт — німецька вівчарка, що стала супутником Еміля. Здатна проникати у маленькі ходи.
- «Щасливчик» Фредді — афроамериканець, який добровольцем вирушив на війну. Має особливі кусачки, що дозволяють проходити крізь колючий дріт.
- Анна — бельгійська сестра милосердя. Єдиний персонаж здатний лікувати солдатів.

### Неігрові
- Барон фон Дорф  — німецький воєначальник, наприкінці гри відсторонений від посади і відправлений у тил. Головний бос гри.
- Джордж — британський льотчик.
- Вілфрід — німецький солдат, товариш Карла.
- Ганс  — німецький військовий лікар, перший господар вівчарки Волта.
- Марі — дочка Еміля, мати Віктора, дружина Карла.
- Віктор — малолітній син Карла і Марі, онук Еміля.

## Відгуки
Гра Valiant Hearts: The Great War загалом отримала позитивні відгуки. Відповідно до огляду Metacritic, її було оцінено на 81/100 для Xbox One , 77/100 для Playstation 4, і 79/100 для Windows. На OpenCritic гра має середню оцінку 80/100 і рекомендує її 68% критиків.